# Berkovits György
Berkovits György (Orosháza, 1940. október 21. – Budapest, 2018. május 22.) író, szociológus, pedagógus. Első felesége Varga Vera (1949-1979)  író volt.  Házastársa, (30 évig) özvegye, Galambos Ágnes újságíró.

## Életpályája
1959–1964 között az ELTE TTK biológia–földrajz szakos hallgatója volt. 1964-ben középiskolai oktatóként kezdte pályáját, majd 1965–1969 között az egri Népújság újságírója volt. 1969–1973 között a Pest Megyei Hírlapnál dolgozott újságíróként. 1972–1975 között az ELTE BTK szociológia szakán tanult. 1973-ban a Valóság munkatársa, 1975–1983 között a Mozgó Világ szociográfiai rovatszerkesztője volt; 1983-ban a folyóiratot betiltották. 1979-ben a VÁTI-nál (Városépítési Tudományos és Tervezési Intézet) alkalmazták lakás- és településszociológusként. 1981-ben a szamizdat Bibó-emlékkönyv egyik szerzője volt. 1984–1988 között a Pallas Lapkiadónál sajtószociológusként tevékenykedett. 1989–1991 között a Fotó olvasószerkesztője, 1993–1996 között a Budapesti Negyed alapító szerkesztője volt. 1995–1997 között, valamint 2003-tól szabadúszó volt. 1997–2003 között a BUKSZ szerkesztőjeként dolgozott.

## Művei
- Világváros határában (szociográfia, 1976)
- TerepSzemle (szociográfia, 1980)
- Bibó-emlékkönyv (társszerző, 1981)
- Folyamatos jelen. Fiatal szociográfusok antológiája; vál., szerk. Berkovits György, Lázár István, utószó Berkovits György; Szépirodalmi Könyvkiadó, Bp., 1981 (Magyarország felfedezése)
- – mondta Gabes, – magyarázta Gy. Bence (szociográfia, 1982)
- Győri Péter–Demszky Gábor–Berkovits Györgyː Újpest. Tanulmánykötet; Művelődéskutató Intézet, Bp., 1982 (Műhelysorozat. Művelődéskutató Intézet)
- Nem sírunk, nem nevetünk (novellák, 1984)
- A barátom regénye (regény, 1990)[3]
- Életvesztesek. Regény egyes szám második személyben; Pesti Szalon Könyvkiadó, Bp., 1991
- Halálkísértő. Regény egyes szám harmadik személyben; Széphalom Könyvműhely, Bp., 1992
- Századvégi levelek illetve Levelek a XX. századvégről. Esszék; Seneca Kiadó, Bp., 1995 (Thesaurus) (németül is)
- Virágh Hanga legendát ír. Történelmi-etlen regény. Én, a díszcserje; Orpheusz Kiadó, Bp., 1998
- Móra Ferenc és Csóka; szerk. Berkovits György, Dudás Gyula Múzeum- és Levéltárbarátok Köre, Zenta, 1998 (Csókai füzetek)
- Abreál. Öt színmű (Abreál, Gabes és Gy. Bence, Halálkísértő, Életvesztesek, A gödörásó lány); Ister Kiadó, Bp., 2002
- Egy modern amodern. Tíz esszé; Jószöveg Műhely, Bp., 2003
- V. és Ú.; L'Harmattan Kiadó, Bp., 2013
  - Díszcserje (kis)asszony
  - Jelzőművész
- Ckó, a fényképész; L'Harmattan, Bp., 2016[4][5]
- Magyar látvány. Esszék; L'Harmattan, Bp., 2017
- Százéves táncosnő. Három színmű; L'Harmattan, Bp., 2019

## Filmjei
- Az Ellenzéki Kerekasztal története (1989)

## Díjai
- Magyarország felfedezése-ösztöndíj (1974, 1977)
- Soros-ösztöndíj (1984, 1986)
- Fondation pour une Entraide Intellectuelle Européenne ösztöndíja (1988)
- Bethlen Gábor-ösztöndíj (1989)
- Eötvös-ösztöndíj (1989)
- Budapestért díj (1993)
- József Attila-díj (2007)
- Artisjus Irodalmi Nagydíj (2018)